# 블리츠 건담
블리츠 건담(영어: Blitz Gundam, 일본어: ブリッツガンダム)은 TV 애니메이션 《기동전사 건담 SEED》에 등장하는 모빌 슈트(MS)로 분류되는 가공의 유인 조종식 인간형 로봇 병기이다. 지구연합군이 개발한 5기의 시제기 중 1기이지만, 적대 국가 플랜트의 군사 조직인 자프트에게 강탈당하고, 자프트 소속의 파일럿인 니콜 아말피의 탑승기가 된다. 검은색을 기조로 하는 컬러링이 특징으로, 광학위장이 되는 특수한 스텔스 시스템을 탑재하고 있다. "블리츠"는 독일어로 "전격(電撃), 번개, 섬광"을 의미한다. 이 작품에서 "건담"은 배크로님으로 설정되어 있으며, "BLITZ General Unilateral Neuro-Link Dispersive Autonomic Maneuver Synthesis System"으로 표기된다. 미디어나 관련 상품에서는 "블리츠 건담"이라고 호칭되지만, 《기동전사 건담 SEED》 시리즈 작품 내에서는 다른 건담 타입의 모빌 슈트와 마찬가지로 "건담"을 생략하고 "블리츠"라고 호칭된다.
메카닉 디자인은 오오카와라 쿠니오가 담당하였다.
본 문서에서는 관련 작품에 등장하는 파생기들에 대해서도 설명한다.

## 설정 해설
블리츠 건담은 지구연합 소속 국가 중 하나인 대서양 연방이 오브 연합 수장국의 공기업인 모르겐레테사의 기술 협력을 받아 오브 관할의 자원 콜로니인 헬리오폴리스에서 극비리에 개발된 5기의 시제형 모빌 슈트(G 병기/초기 GAT-X 시리즈) 중 1기이다.
블리츠 건담은 "블리츠"(독일어로 "전격(電撃)")이라는 코드 네임처럼 적진 깊숙이 전격 침공을 목적으로 개발되었다. 오른팔에 공순(攻盾) 시스템 "트리케로스"를 비롯하여, 다른 계열기에는 없는 특수 무장을 시험적으로 장비하고 있으며, 격투전에서 높은 전투력을 발휘한다.
페이즈 시프트 장갑(PS 장갑)을 채택해 높은 방어력을 지니고 있고, 신기축의 광학위장(광학적 스텔스) 시스템인 "미라쥬 콜로이드 스텔스"를 탑재하고 있다. 이 시스템을 도입하기 위해 블리츠 건담은 기체 본체의 고정 화기를 없애고, 프레임은 X100계열의 표준 프레임에 특수 기능을 가미한 X200번대의 특수 개장 프레임을 채택하여 장갑 구성에 이르기까지 최적화가 이루어졌다.
이후에 블리츠 건담의 실험기와 105 대거를 베이스로 한 N 대거 N이 제조되었다.

### 무장
공순 시스템 "트리케로스"
오른팔에 장비된 복합 무장이다. 실험적인 무기를 다수 장비하기 위해 고안된 것으로 실드 뒷면에 빔 사벨, 50mm 고 에너지 빔 라이플, 3연장 초고속 운동체 관철탄 "랜서 다트"를 탑재해, 공수 전환을 빠르게 할 수 있다.
50mm 고 에너지 빔 라이플
중거리용 사격 무장이다. 본 장비를 레이저 라이플 또는 레이저 포라고 하는 자료도 존재한다. 가까운 거리에서의 전투를 중시한 설계로 인해 다른 GAT-X 시리즈 기체에 채택된 빔 라이플에 비해 위력이 약하다.
빔 사벨
빔 라이플 바로 밑에 장착되어 있는 빔 사벨이다. 다른 GAT-X 시리즈 기체에 채택된 빔 사벨과 같은 장비이다. 고정되어 있기 때문에 실드 자체를 휘두르는 형태로 사용한다.
건담 프라모델 키트 〈1/100 MG 블리츠 건담〉과 액션 피규어 〈MIA 블리츠 건담〉 등에서는 실드에서 빔 사벨을 분리하여, 일반적인 빔 사벨로 사용할 수 있는 기믹이 추가되어 있다.
3연장 초고속 운동체 관철탄 "랜서 다트"
긴 대못 모양의 로켓 추진탄이다. 적의 장갑을 관통한 후에 작렬하여, 내부에 타격을 준다. 애니메이션 《기동전사 건담 SEED》 제29화(리마스터 버전 제27화)에서는 손에 쥐고 있는 창으로 사용된 사례도 있다.
피어서 록 "글레이프니르"
왼팔에 장비되어 있는 유선식 로켓 앵커이다. 클로 뒤쪽에 내장된 부스터에 의해 사출 후 궤도 변경이 가능하다. 클로는 개폐시켜 타격하는데 사용가능하다. 또한 적의 포획에 사용할 수 있다고 하는 자료, 자기 자신의 고정에 사용할 수 있다고 하는 자료도 볼 수 있다.
미라쥬 콜로이드 스텔스
미라쥬 콜로이드를 이용한 스텔스 시스템이다. 가스 상태의 물질을 기체 주위에 전개해서, 전자적으로나 광학적으로 기체를 은닉시킨다. 이러한 특성에 대한 설명으로, 미라쥬 콜로이드란 마이크로 프리즘에 근사하는 특성을 가지고 있는 물질이며, 기체 뒷면의 영상을 투영하여 은닉시킨다고 하는 자료가 보인다. 또한 미라쥬 콜로이드는 미립자 가스로 시각, 전파, 적외선으로부터 자신의 존재를 은닉하는 것을 가능하게 한다는 자료도 보인다. 이 밖에 미라쥬 콜로이드는 캐리어로 기능하며 다양한 대역의 전자파를 왜곡, 간섭하기 때문에 스텔스에 사용할 수 있다고 하는 자료 자기장에 의해 기체 주위에 덮인 콜로이드 입자가 렌즈와 같은 역할을 해서, 레이더파를 완전히 흡수하고 가시광선을 왜곡시킨다고 하는 자료를 볼 수 있다.
미라쥬 콜로이드를 사용하고 있을 때는 페이즈 시프트 장갑을 전개할 수 없기 때문에 방어력이 현저하게 저하된다. 미라쥬 콜로이드와 페이즈 시프트 장갑을 동시에 사용할 수 없는 이유로 자기장에 의해 콜로이드를 정착시키는 것 때문이라고 하는 자료도 보인다. 또한 스러스터 등을 사용하면 열원 탐지가 가능하고, 물 속에서는 콜로이드 입자가 유출되어 버리기 때문에 사용할 수 없다. 미라쥬 콜로이드는 페이즈 시프트 장갑 만큼이나 전력 소비가 두드러지고, 블리츠 건담의 경우 미라쥬 콜로이드를 연속해서 80분간 사용할 수 있다는 시간 제한이 있다.

### 작품 내에서의 활약
블리츠 건담은 오브 관할의 자원 콜로니인 헬리오폴리스에서 만들어졌는데, 자프트의 크루제 부대의 잠입 작전에 의해 이지스 건담, 버스터 건담, 듀얼 건담과 함께 강탈 당했고, 이후에 블리츠 건담을 강탈할 때 탑승한 니콜 아말피가 블리츠 건담의 전임 파일럿이 되어 아크엔젤 추격 임무에 종사하게 된다. 특수한 광파 방어 시스템을 지닌 유라시아 연방의 우주 요새 "아르테미스"에 아크엔젤이 피난했을 때는 미라쥬 콜로이드를 전개하고 잠행하여 광파 방어 시스템이 전개되기 전에 전개 장치들을 파괴하고, 버스터 건담, 듀얼 건담, 모함인 가모프가 요새를 공격할 수 있는 실마리를 제공했다. 또한 지구연합군 제8우주함대와의 저궤도 상에서의 전투에서는 은밀성 및 모빌 슈트로서의 기동성을 살려 적함에 접근해 글리이프니르와 랜서 다트로 적함을 차례로 침몰시키는 활약을 펼쳤다. 그러나 유일하게 지구연합 측에 남겨진 모빌 슈트(MS)인 스트라이크 건담 및 아크엔젤과는 몇 번이나 전투를 벌였지만 격침시키지는 못했으며, 오브로부터 출항하는 아크엔젤을 매복해서 노린 전투에서 스트라이크 건담과 교전했을 때 글레이프니르와 트리케로스가 장비된 오른팔이 잘려나가고 바다로 낙하하고 만다. 이후 블리츠 건담은 스트라이크 건담과의 전투에서 페이즈 시프트 장갑이 다운된 아스란 자라의 이지스 건담을 지키기 위해 왼팔로 랜서 다트 1개를 집어들고 돌격했지만, 스트라이크 건담의 슈베르트 게벨 대함도에 몸통이 썰리며 폭발하고, 니콜도 전사하고 만다.
《기동전사 건담 SEED ASTRAY》에서는 절단된 블리츠 건담의 오른팔이 오브군에 회수되어 건담 아스트레이 골드 프레임 아마츠(天)에 사용되고 있다.
《기동전사 건담 SEED Re:》에서는 대기권 용의 전용 장비가 등장한다. 듀얼 건담과 마찬가지로 딘의 주 날개 등을 유용한 유닛이지만, 이쪽은 빔 포 대신 보조 날개로도 사용할 수 있는 특수 장비를 갖췄다. 이는 건담 아스트레이 골드 프레임 아마츠(天)가 가지고 있는 마가노이쿠타치처럼 생긴 2쌍의 갈고리 발톱으로 뒷부분부터 암으로 전개해 4개의 발톱으로 잡는 것처럼 상대를 구속할 수 있다. 단순히 형상이 비슷할 뿐만 아니라 포착한 상대의 배터리를 콜로이드 기술을 이용해 강제 방전시키는(에너지 흡수나 VS 아스트레이로 구현된 비접촉으로 강제 방전은 불가능) 등 마가노이쿠타치의 전(前)단계로고도 할 수 있는 기능을 가지고 있다. 이 밖에도 열탐지 대책을 위해 등쪽의 스러스터 커버가 연장되었다.

### 카피 기체
《기동전사 건담 SEED DESTINY ASTRAY B》에 등장하는 기체이다. 기본적으로 오리지널 기체와 동일하지만, 기술이 발전된 만큼 앞선 기술이 투입되어 기존의 페이즈 시프트 장갑(PS 장갑)이 배리어블 페이즈 시프트 장갑(VPS 장갑)으로 개량되어 복잡한 문양을 부각(설정화에서는 흰색을 바탕으로 보라색과 노란색으로 채색되어 있음)시킬 수 있다. 컬러링은 일러스트레이터인 HIRONOX에 의해 진행되었다.

### 비고
설정을 담당한 시모무라 케이지는 인터뷰에서 블리츠 건담의 무장 구성은 감독인 후쿠다 미츠오의 아이디어라고 밝혔다.

## 네로 블리츠 건담
만화 작품인 《기동전사 건담 SEED C.E.73 Δ ASTRAY》에 등장하는 기체이다. 메카닉 디자인은 비크래프트의 신타니가 담당하였다.
설정 해설
지구연합군 제81독립기동군 팬텀 페인이 액타이온 인더스트리사를 중심으로 한 다수의 기업들의 기술 협력을 받아 추진한 에이스 파일럿용 커스터마이즈 모빌 슈트(MS) 개발 계획인 통칭 "액타이온 프로젝트"에 의해 다시 만든 블리츠 건담을 개수한 기체이다. 파일럿은 다나 스닙 중위이다.
블리츠 건담의 실질적인 양산형인 GAT-SO2R N 대거 N의 기술이 사용되었으며, 유니우스 조약을 위반하여 핵엔진이 탑재되어 있다. 미라쥬 콜로이드에 의한 은밀한 행동에 관한 전술은 공통적이지만, 네로 블리츠 건담에서는 근접 전투 능력의 향상을 목적으로 한 개수가 가해졌다.
형식번호의 "SR"은 "스텔스 강화(Stealth Reinforcement)"의 약자이며, 기체명의 "네로"는 이탈리아어로 "검은색"을 의미한다.

### 네로 블리츠 건담의 무장
공순 시스템 "트리케로스"
왼팔에 장비된 복합 무장이다. 개수 전에 장비되었던 빔 사벨과 레이저 라이플은 생략되었다.
3연장 초고속 운동체 관철탄 "렌서 다트"
베이스 기체인 블리츠 건담의 것과 동일한 장비이다. 트리케로스에 설치된 발사구로부터 사출된다.
6연장 런처&클로
오른팔에 장비된 클로가 부착된 6연장 런처이다. 더미 벌룬 등도 사출 가능하다. 또한 클로는 격투전이나 적의 포획에 사용된다.
가변 암 유닛
베이스 기체인 블리츠 건담과의 최대 차이점인 등쪽에 장비된 대형 가변 암 유닛 겸 대빔전 병기이다. 대형 클로 1개와 소형 클로 3개 파일 뱅커로 구성되어 있으며, 단순한 물리 무기이면서도 시험 데이터 상으로는 페이즈 시프트 장갑도 파괴하는 위력을 자랑한다.
또한 이 장비는 내부의 굴절률을 자유롭게 변화시킴으로써 암으로 받은 빔을 임의의 방향으로 되돌려 보낼 수 있는 크리스털화라는 기술이 사용되고 있다. 크리스털화할 때는 보이지 않는 상태가 되므로, 보이지 않는 암으로 사용하는 것도 가능하다. 또한 굴절시에는 내부에 충전된 액화 금속을 이용한다.
미라쥬 콜로이드
대전 말기의 기술 혁신으로 C.E. 71년 당시에 비해 입자의 정착 시간이 연장되었다. 이외에 네로 블리츠 건담은 핵엔진을 탑재하고 있기 때문에 실질적으로 사용 시간에 제한이 없다.

### 네로 블리츠 건담의 작품 내에서의 활약
동료인 에밀리오 브로데릭 중위가 탑승하는 로소 이지스 건담과 함께 아그니스 브라에 무리들의 마샨 섬멸 임무를 받고 그들의 모함인 아키다리아를 추격했다. 그 능력을 살려 마샨들을 몰아붙이지만, 제스의 개입과 에밀리오의 기체가 격파되는 등, 연달아 불리한 상황에 빠지게 되어 미라쥬 콜로이드를 사용해 철수하려고 하는 찰나에 제스의 엄호를 받은 디아고의 마스재킷의 공격을 받아 대파되었다. 이후 네로 블리츠 건담은 정크 길드에 의해 개수되었고, 기술 검증과 병행하여 복원이 이루어졌다.

## 네불라 블리츠 건담
라이브러리안이 블리츠 건담을 독자적으로 개수, 재설계한 기체로, 라이브러리안의 기체들 중 유일하게 양산기로 20대가 존재한다. 형식번호 앞부분의 "LN"은 "라이브러리안 네불라"의 약자이고, "네불라"는 라틴어로 "안개"를 의미한다. 기체 색상의 붉은색은 귀드 베이아의 퍼스널 컬러인 것을 리리 사바리가 희망한 데 따른 것이다.
블리츠 건담과 건담 아스트레이 골드 프레임 아마츠 미나의 융합이 도모되어, 원래 있던 장비에 추가하여 등에는 마가노이쿠타치와 마가노시라호코를 장비한 마가노이쿠타치 스트라이커를, 또한 랜서 다트의 예비탄을 오른팔 또는 오른쪽 허리에, 츠무하노타치를 왼팔 또는 왼쪽 허리에 각각 장비하는 것이 가능하다.
머리는 통신기기와 폐열성이 강화된 마스크 부의 폐열 슬릿이 추가되었고, 미라쥬 콜로이드 시스템을 강화한 미라쥬 콜로이드 텔레포트 시스템을 장비하고 있다. 이름 대로 기체가 순간 이동하는 것으로 여겨질 수 있으나, 실제로는 전투 구역에 여러 대가 존재하는 네로 블리츠 건담 1기가 미라쥬 콜로이드를 전개하다가 자취를 감추고, 다른 장소에서 자취를 감추고 있던 다른 네불라 블리츠 건담이 모습을 드러내게 함으로써 순간 이동한 것처럼 오인시키는 것이다. 다만 이 기능은 탑승자끼리의 양자통신 능력이 필수적이다. 마가노이쿠타치도 강화되었으며, 콜로이드 제어 기술의 향상으로 직접 접촉하지 않고도 강제적으로 적기를 방전시킬 수 있다.
라이브러리안의 강화형 G는 모든 기체에 스트라이커 팩 시스템을 적용시킬 수 있으며, 스트라이커 팩용 등쪽 플러그가 추가되어 있다.

## 같이 보기
- 건담 시리즈의 병기 목록
- 기동전사 건담 SEED
- 스트라이크 건담
- 이지스 건담
- 듀얼 건담
- 버스터 건담

## 주해
1. ↑  건담 프라모델 키트 〈1/100 MG 블리츠 건담〉에서는 어깨 장갑에 콜로이드 전개용 장치를 가지고 있다고 설명되었다.
2. ↑  레이더와 육안 모두에서 은폐가 가능하다는 자료도 볼 수 있다.[3]
3. ↑  85분이라고 기술하는 자료도 존재한다.[8]
4. ↑  또한 같은 기능을 가진 무장으로 자프트의 구프 크래셔가 장비하는 임팩트 바이스가 존재한다.[20] 단, 임팩트 바이스가 작약에 의한 연격에 의해 파괴되는 반면 본 무장은 클로에 의한 물리적인 파괴라는 점이 다르다.
5. ↑  건담 아스트레이 미라쥬 프레임에는 적용되지 않는다.

### 참고 문헌
- 서적
  - 《그레이트 메카닉 7》. 후타바샤. 2002년 12월. ISBN 4-575-46411-2.
  - 《하비 재팬 MOOK 기동전사 건담 SEED 모델 Vol.4 붉은 화염편》. 하비 재팬. 2004년 10월. ISBN 4-89425-347-X.
  - 《기동전사 건담 SEED OFFICIAL FILE 메카편 Vol.1》. 코단샤. 2003년 2월. ISBN 4-06-334678-1.
  - 《데이터 컬렉션 17 기동전사 건담 SEED 상권》. 미디어 웍스. 2004년 10월 15일. ISBN 4-8402-2817-5.
  - 《기동전사 건담 SEED C.E.73 STARGAZER 컴플리트 가이드》. 미디어 웍스. 2006년 12월. ISBN 4-8402-3729-8.
  - 《하비 재팬 MOOK 기동전사 건담 SEED DESTINY 모델 Vol.2 DESTINY MSV편》. 하비 재팬. 2006년 3월 31일. ISBN 4-89425-415-8.
  - 《기동전사 건담 SEED MS 백과사전》. 이치진샤. 2008년 7월 1일. ISBN 978-4-7580-1108-2.
  - 《기동전사 건담 SEED DESTINY MS 백과사전》. 이치진샤. 2008년 11월 25일. ISBN 978-4-7580-1126-6.
  - 《기동전사 건담 SEED VS ASTRAY Vol.2》. 미디어 웍스. 2011년 11월. ISBN 978-4-04-870296-6.
  - 《건담의 상식 모빌 슈트 대백과 기동전사 건담 SEED 연합·오브편》. 후타바샤. 2011년 11월. ISBN 978-4-575-30366-7.
  - 《기동전사 건담 SEED 코즈믹 이라 메카닉&월드》. 후타바샤. 2012년 11월. ISBN 978-4-575-46469-6.

- 코믹스
  - 토키타 코이치 (2007년 6월). 《기동전사 건담 SEED C.E.73 Δ ASTRAY 제2권》. 미디어 웍스. ISBN 978-4-04-713932-9.
- 잡지
  - 《전격 하비 매거진 2003년 2월호》. 미디어 웍스.
  - 《전격 하비 매거진 2004년 2월호》. 미디어 웍스.
  - 《전격 하비 매거진 2014년 1월호》. 미디어 웍스.
- 분책 백과
  - 《건담 팩트 파일 113호》. 데아고스티니 재팬. 2006년 12월 19일.
- 건담 프라모델 키트
  - 《1/144 HG 블리츠 건담》. 반다이. 2003년 4월.
  - 《1/100 네불라 블리츠 건담》. 반다이. 2009년 12월.
  - 《1/100 MG 블리츠 건담》. 반다이. 2012년 6월.
- 액션 피규어
  - 《MOBILE SUIT IN ACTION!! 블리츠 건담》. 반다이. 2004년 1월.